# Polypodiineae
De Polypodiineae zijn een onderorde van varens (Polypodiopsida) en omvat de families Didymochlaenaceae, Hypodematiaceae, Dryopteridaceae (niervarenfamilie), Nephrolepidaceae, Lomariopsidaceae, Tectariaceae, Oleandraceae, Davalliaceae en Polypodiaceae (eikvarenfamilie).
Deze onderorde (ook wel 'eupolypods I' genoemd) wordt onderscheiden in het PPG I-systeem, zoals dat in 2016 door de Pteridophyte Phylogeny Group (PPG) is gepubliceerd.
| - Polypodiidae (leptosporangiate varens) - Osmundales - - Hymenophyllales - - Gleicheniales - - Schizaeales - - Salviniales - - Cyatheales (boomvarens) - Polypodiales (cathetogyrates) - - Saccolomatineae - Lindsaeineae - - Pteridineae - - Dennstaedtiineae - eupolypods - Polypodiineae (eupolypods I) - Aspleniineae (eupolypods II) |